# ابن میثم بحرانی
کمال الدین میثم بن علی بن میثم بحرانی از متکلمان و متفکران و عالمان شیعه در سال ۶۳۶ هجری در بحرین متولد شد و مزار وی در بحرین است.
بر اساس اعلام مجمع جهانی تقریب مذاهب اسلامی ابن میثم تحقیقات گسترده‌ای در فقه، فلسفه و علم کلام داشت و علاوه بر آن در علوم حکمی و فنون عقلی و نیز عرفان، ذوقی بسیار داشت و تألیفاتی در این زمینه‌ها دارد.
در بین پژوهشهای ابن میثم «شرح نهج البلاغه» او از شهرت ویژه‌ای برخوردار است که در واقع سه شرح یعنی شرح کبیر، شرح وسیط و شرح صغیر از این عالم بزرگ به یادگار مانده که امروزه مورد استفاده همه عالمان قرار گرفته و از منابع مهم این عرصه محسوب می‌شود.
یکی از مهم‌ترین آثار کلامی او، کتاب قواعد المرام فی علم الکلام است که بر خلاف نوشته‌های بسیاری از پیشینیان، به صورتی کاملاً منظم و گویا نگارش شده است. از دیگر آثار او النجاه فی القیامه فی التحقیق امر الامامه و شرح المأه کلمه لأمیرالمؤمنین است.
در آذر ۱۳۸۴ خورشیدی همایشی به منظور معرفی شخصیت علمی این عالم شیعی همایشی در بحرین، محل دفن این چهرهٔ ماندگار برگزار شد.